# Spanien i olympiska sommarspelen 2012
Spanien deltog i de olympiska sommarspelen 2012 som ägde rum i London i Storbritannien mellan den 27 juli och den 12 augusti 2012.

## Badminton
- Huvudartikel: Badminton vid olympiska sommarspelen 2012

| Spelare        | Gren       | Gruppnivå                    | Gruppnivå                          | Gruppnivå         | Gruppnivå        | Eliminering       | Kvartsfinal       | Semifinal         | Final / brons     | Final / brons |
| Spelare        | Gren       | Motståndare Poäng            | Motståndare Poäng                  | Motståndare Poäng | Placering        | Motståndare Poäng | Motståndare Poäng | Motståndare Poäng | Motståndare Poäng | Placering     |
| -------------- | ---------- | ---------------------------- | ---------------------------------- | ----------------- | ---------------- | ----------------- | ----------------- | ----------------- | ----------------- | ------------- |
| Pablo Abián    | Herrsingel | Hidayat (INA) L 20–22, 11–21 | Koukal (CZE) W 21–17, 16–21, 21–16 | 2                 | Gick inte vidare | Gick inte vidare  | Gick inte vidare  | Gick inte vidare  | Gick inte vidare  |               |
| Carolina Marín | Damsingel  | Li Xr (CHN) L 13–21, 11–21   | Rivero (PER) W 21–17, 21–7         | 2                 | Gick inte vidare | Gick inte vidare  | Gick inte vidare  | Gick inte vidare  | Gick inte vidare  |               |

## Basket
- Huvudartikel: Basket vid olympiska sommarspelen 2012
- Herrar

| Pos. | Nr | Namn                  | Ålder                  | Längd  | Klubb                  |
| ---- | -- | --------------------- | ---------------------- | ------ | ---------------------- |
| PF   | 4  | Pau Gasol             | 32 - 6 juli 1980       | 2.13 m | Los Angeles Lakers     |
| SF   | 5  | Rudy Fernández        | 27 - 4 april 1985      | 1.98 m | Real Madrid Baloncesto |
| PG   | 6  | Sergio Rodríguez      | 26 - 12 juni 1986      | 1.92 m | Real Madrid Baloncesto |
| SG   | 7  | Juan Carlos Navarro   | 32 - 13 juni 1980      | 1.92 m | FC Barcelona Bàsquet   |
| PG   | 8  | José Calderón         | 30 - 28 september 1981 | 1.92 m | Toronto Raptors        |
| C    | 9  | Felipe Reyes          | 32 - 16 mars 1980      | 2.06 m | Real Madrid Baloncesto |
| SF   | 10 | Víctor Claver         | 23 - 30 augusti 1988   | 2.07 m | Portland Trail Blazers |
| SF   | 11 | Fernando San Emeterio | 28 - 1 januari 1984    | 1.99 m | Caja Laboral Baskonia  |
| SG   | 12 | Sergio Llull          | 24 - 15 november 1987  | 1.92 m | Real Madrid Baloncesto |
| C    | 13 | Marc Gasol            | 27 - 29 januari 1985   | 2.16 m | Memphis Grizzlies      |
| PF   | 14 | Serge Ibaka           | 23 - 18 juli 1989      | 2.08 m | Oklahoma City Thunder  |
| PG   | 15 | Víctor Sada           | 28 - 8 mars 1984       | 1.92 m | FC Barcelona Bàsquet   |

| Lag            | S | V | O | F | GM  | IM  | MS   | P  |
| -------------- | - | - | - | - | --- | --- | ---- | -- |
| Ryssland       | 5 | 5 | 0 | 0 | 403 | 359 | +44  | 10 |
| Brasilien      | 5 | 4 | 0 | 1 | 402 | 349 | +53  | 9  |
| Spanien        | 5 | 3 | 0 | 2 | 414 | 394 | +20  | 8  |
| Australien     | 5 | 2 | 0 | 3 | 410 | 373 | +37  | 7  |
| Storbritannien | 5 | 1 | 0 | 4 | 370 | 405 | −35  | 6  |
| Kina           | 5 | 0 | 0 | 5 | 313 | 439 | −126 | 5  |

|  | 29 juli 2012 | Spanien | 97 – 81 | Kina | Basketball Arena, London |  |
|  |              |         |         |      |                          |  |
|  |              |         |         |      |                          |  |
|  |              |         |         |      |                          |  |

|  | 31 juli 2012 | Australien | 70 – 82 | Spanien | Basketball Arena, London |  |
|  |              |            |         |         |                          |  |
|  |              |            |         |         |                          |  |
|  |              |            |         |         |                          |  |

|  | 2 augusti 2012 | Spanien | 79 – 78 | Storbritannien | Basketball Arena, London |  |
|  |                |         |         |                |                          |  |
|  |                |         |         |                |                          |  |
|  |                |         |         |                |                          |  |

|  | 4 augusti 2012 | Ryssland | 77 – 74 | Spanien | Basketball Arena, London |  |
|  |                |          |         |         |                          |  |
|  |                |          |         |         |                          |  |
|  |                |          |         |         |                          |  |

|  | 6 augusti 2012 | Spanien | 82 – 88 | Brasilien | Basketball Arena, London |  |
|  |                |         |         |           |                          |  |
|  |                |         |         |           |                          |  |
|  |                |         |         |           |                          |  |

|  | Kvartsfinal | Kvartsfinal | Kvartsfinal |    |           | Semifinal | Semifinal | Semifinal |            |            | Final      | Final     | Final |
|  |             |             |             |    |           |           |           |           |            |            |            |           |       |
|  | B1          | Ryssland    | 83          |    |           |           |           |           |            |            |            |           |       |
|  |             |             | 83          |    |           |           |           |           |            |            |            |           |       |
|  | A4          | Litauen     | 74          |    |           |           |           |           |            |            |            |           |       |
|  | A4          | Litauen     | 74          |    | B1        | Ryssland  | 59        |           |            |            |            |           |       |
|  |             |             |             |    | B1        | Ryssland  | 59        |           |            |            |            |           |       |
|  |             | B3          | Spanien     | 67 |           |           |           |           |            |            |            |           |       |
|  | A2          | B3          | Spanien     | 67 | Frankrike | 59        |           |           |            |            |            |           |       |
|  | A2          |             |             |    | Frankrike | 59        |           |           |            |            |            |           |       |
|  | B3          | Spanien     | 66          |    |           |           |           |           |            |            |            |           |       |
|  |             |             |             |    |           |           |           |           |            | B3         | Spanien    | 100       |       |
|  |             |             |             |    |           |           |           |           |            | A1         | USA        | 107       |       |
|  | A1          | USA         | 119         |    |           |           |           |           |            |            |            |           |       |
|  | A1          | USA         | 119         |    |           |           |           |           |            |            |            |           |       |
|  | B4          | Australien  | 86          |    |           |           |           |           |            |            |            |           |       |
|  | B4          | Australien  | 86          |    | A1        | USA       | 109       |           | Bronsmatch | Bronsmatch | Bronsmatch |           |       |
|  |             |             |             |    | A1        | USA       | 109       |           | Bronsmatch | Bronsmatch | Bronsmatch |           |       |
|  |             | A3          | Argentina   | 83 |           |           |           |           |            |            |            |           |       |
|  | B2          | A3          | Argentina   | 83 | Brasilien | 77        |           | B1        | Ryssland   | 81         |            |           |       |
|  | B2          |             |             |    | Brasilien | 77        |           | B1        | Ryssland   | 81         |            |           |       |
|  | A3          | Argentina   | 82          |    |           |           |           |           |            |            | A3         | Argentina | 77    |
|  |             |             |             |    |           |           |           |           |            |            |            |           |       |

|  | 8 augusti 2012 | Frankrike | 59 – 66   | Spanien | North Greenwich Arena, London |  |
|  |                |           | (Rapport) |         |                               |  |
|  |                |           |           |         |                               |  |
|  |                |           |           |         |                               |  |

|       | 10 augusti 2012 | Ryssland | –         | Spanien | North Greenwich Arena, London |  |
| 17:00 | 17:00           |          | (Rapport) |         |                               |  |
| 17:00 | 17:00           |          |           |         |                               |  |
| 17:00 | 17:00           |          |           |         |                               |  |

## Bordtennis
- Huvudartikel: Bordtennis vid olympiska sommarspelen 2012

| Spelare                               | Gren       | Inledande omgång     | Runda 1              | Runda 2              | Runda 3              | Runda 4              | Kvartsfinal          | Semifinal            | Final                | Final            |
| Spelare                               | Gren       | Motståndare Resultat | Motståndare Resultat | Motståndare Resultat | Motståndare Resultat | Motståndare Resultat | Motståndare Resultat | Motståndare Resultat | Motståndare Resultat | Placering        |
| ------------------------------------- | ---------- | -------------------- | -------------------- | -------------------- | -------------------- | -------------------- | -------------------- | -------------------- | -------------------- | ---------------- |
| He Zhi Wen                            | Herrsingel | BYE                  | BYE                  | Wang (POL) W 4–1     | Crișan (ROU) L 2–4   | Gick inte vidare     | Gick inte vidare     | Gick inte vidare     | Gick inte vidare     | Gick inte vidare |
| Carlos Machado                        | Herrsingel | BYE                  | Aruna (NGR) L 2–4    | Gick inte vidare     | Gick inte vidare     | Gick inte vidare     | Gick inte vidare     | Gick inte vidare     | Gick inte vidare     | Gick inte vidare |
| Sara Ramírez                          | Singel     | BYE                  | Das (IND) W 4–1      | Pesotska (UKR) L 1–4 | Gick inte vidare     | Gick inte vidare     | Gick inte vidare     | Gick inte vidare     | Gick inte vidare     | Gick inte vidare |
| Yanfei Shen                           | Singel     | BYE                  | BYE                  | BYE                  | Li X (FRA) W 4–0     | Kim K-A (KOR) L 1–4  | Gick inte vidare     | Gick inte vidare     | Gick inte vidare     | Gick inte vidare |
| Galia Dvorak Sara Ramirez Yanfei Shen | Lag        | i.u.                 | i.u.                 | i.u.                 | i.u.                 | Kina L 0–3           | Gick inte vidare     | Gick inte vidare     | Gick inte vidare     | Gick inte vidare |

## Boxning
- Huvudartikel: Boxning vid olympiska sommarspelen 2012

Herrar
| Boxare                  | Gren            | Sextondelsfinal       | Åttondelsfinal       | Kvartsfinal          | Semifinal            | Final                | Final            |
| Boxare                  | Gren            | Motståndare Resultat  | Motståndare Resultat | Motståndare Resultat | Motståndare Resultat | Motståndare Resultat | Placering        |
| ----------------------- | --------------- | --------------------- | -------------------- | -------------------- | -------------------- | -------------------- | ---------------- |
| José Kelvin de la Nieve | Lätt flugvikt   | Quipo (ECU) L 11–14   | Gick inte vidare     | Gick inte vidare     | Gick inte vidare     | Gick inte vidare     | Gick inte vidare |
| Jonathan Alonso         | Lätt weltervikt | Tolouti (IRI) L 12–16 | Gick inte vidare     | Gick inte vidare     | Gick inte vidare     | Gick inte vidare     | Gick inte vidare |

## Brottning
- Huvudartikel: Brottning vid olympiska sommarspelen 2012

Damer, fristil
| Brottare    | Gren   | Kvalomgång           | Åttondelsfinal       | Kvartsfinal          | Semifinal            | Återkval 1           | Återkval 2           | Final / brons         | Final / brons |
| Brottare    | Gren   | Motståndare Resultat | Motståndare Resultat | Motståndare Resultat | Motståndare Resultat | Motståndare Resultat | Motståndare Resultat | Motståndare Resultat  | Placering     |
| ----------- | ------ | -------------------- | -------------------- | -------------------- | -------------------- | -------------------- | -------------------- | --------------------- | ------------- |
| Maider Unda | -72 kg | BYE                  | Betancur (COL) W 3–0 | Ochirbat (MGL) W 3–1 | Zlateva (BUL) L 0–3  | BYE                  | BYE                  | Marzaliuk (BLR) W 3–0 | 3             |

## Bågskytte
- Huvudartikel: Bågskytte vid olympiska sommarspelen 2012

Damer
| Bågskytt     | Gren                   | Ranking-runda | Ranking-runda | 32-delsfinal             | Sextondelsfinal           | Åttondelsfinal    | Kvartsfinal       | Semifinal         | Final             | Final            |
| Bågskytt     | Gren                   | Poäng         | Seedning      | Motståndare Poäng        | Motståndare Poäng         | Motståndare Poäng | Motståndare Poäng | Motståndare Poäng | Motståndare Poäng | Placering        |
| ------------ | ---------------------- | ------------- | ------------- | ------------------------ | ------------------------- | ----------------- | ----------------- | ----------------- | ----------------- | ---------------- |
| Elías Cuesta | Herrarnas individuella | 660           | 41            | Ivashko (UKR) (24) L 4–6 | Gick inte vidare          | Gick inte vidare  | Gick inte vidare  | Gick inte vidare  | Gick inte vidare  | Gick inte vidare |
| Iria Grandal | Damernas individuella  | 618           | 53            | Rendon (COL) (12) W 6–5  | Choi H-J (KOR) (21) L 5–6 | Gick inte vidare  | Gick inte vidare  | Gick inte vidare  | Gick inte vidare  | Gick inte vidare |

## Cykling
- Huvudartikel: Cykling vid olympiska sommarspelen 2012

### Landsväg
| Cyklist              | Gren                | Tid     | Placering |
| -------------------- | ------------------- | ------- | --------- |
| José Joaquín Rojas   | Herrarnas linjelopp | 5:46:37 | 44        |
| Luis León Sánchez    | Herrarnas linjelopp | 5:46:05 | 14        |
| Luis León Sánchez    | Herrarnas tempolopp | 56:59   | 32        |
| Jonathan Castroviejo | Herrarnas linjelopp | 5:46:13 | 26        |
| Jonathan Castroviejo | Herrarnas tempolopp | 53:29   | 9         |
| Alejandro Valverde   | Herrarnas linjelopp | 5:46:05 | 18        |
| Fran Ventoso         | Herrarnas linjelopp | 5:46:37 | 31        |

### Bana
Sprint
| Cyklist         | Gren             | Kvalomgång    | Kvalomgång | Omgång 1                         | Återkval 1                        | Omgång 2                         | Kvartsfinal                      | Semifinal                        | Final                            | Final           |
| Cyklist         | Gren             | Tid Hastighet | Placering  | Motståndare Tid Hastighet (km/h) | Motståndare Tid Hastighet (km/h)  | Motståndare Tid Hastighet (km/h) | Motståndare Tid Hastighet (km/h) | Motståndare Tid Hastighet (km/h) | Motståndare Tid Hastighet (km/h) | Placering       |
| --------------- | ---------------- | ------------- | ---------- | -------------------------------- | --------------------------------- | -------------------------------- | -------------------------------- | -------------------------------- | -------------------------------- | --------------- |
| Hodei Mazkiarán | Herrarnas sprint | 10.604 67.898 | 16         | Perkins (AUS) L                  | Esterhuizen (RSA) Zhang M (CHN) L | Did not advance                  | Did not advance                  | Did not advance                  | Did not advance                  | Did not advance |

Keirin
| Cyklist      | Gren             | 1:a omgången | Återkval  | 2:a omgången | Final     |
| Cyklist      | Gren             | Placering    | Placering | Placering    | Placering |
| ------------ | ---------------- | ------------ | --------- | ------------ | --------- |
| Juan Peralta | Herrarnas keirin | 3            | 2 Q       | 5            | 10        |

Förföljelse
| Cyklist                                                         | Gren                     | Kvalomgång | Kvalomgång | Semifinal            | Semifinal | Final                | Final     |
| Cyklist                                                         | Gren                     | Tid        | Placering  | Motståndare Resultat | Placering | Motståndare Resultat | Placering |
| --------------------------------------------------------------- | ------------------------ | ---------- | ---------- | -------------------- | --------- | -------------------- | --------- |
| Pablo Aitor Bernal Sebastian Vedri David Muntaner Albert Torres | Herrarnas lagförföljelse | 4:02.113   | 6 Q        | Colombia W 3:59.520  | 6         | Danmark L 4:02.746   | 6         |

Omnium
| Cyklist         | Gren             | Flygande varv | Flygande varv | Poänglopp | Poänglopp | Elimineringslopp | Ind. förföljelse | Ind. förföljelse | Scratch | Tidkval  | Tidkval | Totalpoäng | Placering |
| Cyklist         | Gren             | Time          | Rank          | Points    | Rank      | Rank             | Result           | Rank             | Rank    | Time     | Rank    | Totalpoäng | Placering |
| --------------- | ---------------- | ------------- | ------------- | --------- | --------- | ---------------- | ---------------- | ---------------- | ------- | -------- | ------- | ---------- | --------- |
| Eloy Teruel     | Herrarnas omnium | 13.655        | 14            | 55        | 3         | 17               | 4:29.874         | 9                | 2       | 1:05.463 | 14      | 59         | 9         |
| Leire Olaberría | Damernas omnium  | 14.463        | 6             | 3         | 12        | 12               | 3:46.317         | 14               | 16      | 36.393   | 8       | 69         | 13        |

### Mountainbike

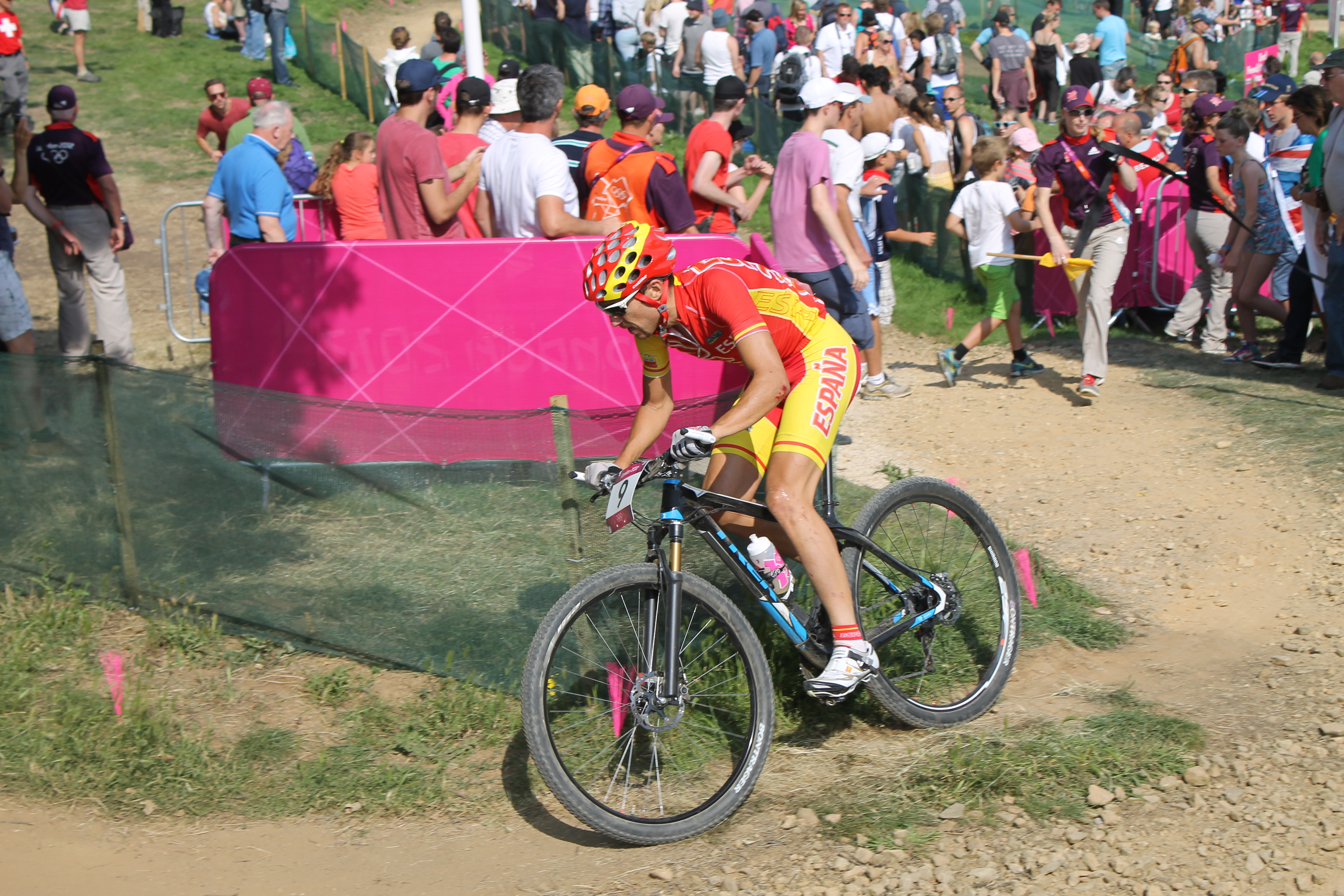
Sergio Mantecón Gutiérrez i herrarnas terränglopp

| Cyklist                   | Gren                  | Tid     | Placering |
| ------------------------- | --------------------- | ------- | --------- |
| Carlos Coloma Nicolás     | Herrarnas terränglopp | 1:30:07 | 6         |
| José Antonio Hermida      | Herrarnas terränglopp | 1:29:36 | 4         |
| Sergio Mantecón Gutiérrez | Herrarnas terränglopp | 1:33:46 | 22        |

## Fotboll
- Huvudartikel: Fotboll vid olympiska sommarspelen 2012

Herrar
Tränare: Luis Milla
| Nr | Pos. | Namn              | Födelsedatum (ålder)      | Matcher | Mål |           | Klubb                    |
| -- | ---- | ----------------- | ------------------------- | ------- | --- | --------- | ------------------------ |
| 1  | MV   | David de Gea      | 7 november 1990 (21 år)   | 2       | 0   | England   | Manchester United FC     |
| 2  | F    | César Azpilicueta | 28 augusti 1989 (22 år)   | 3       | 0   | Frankrike | Marseille                |
| 3  | F    | Álvaro Domínguez  | 15 maj 1989 (23 år)       | 3       | 0   | Tyskland  | Borussia Mönchengladbach |
| 4  | MF   | Javi Martínez*    | 2 september 1988 (23 år)  | 1       | 1   | Spanien   | Athletic Bilbao          |
| 5  | F    | Iñigo Martínez    | 17 maj 1991 (21 år)       | 2       | 0   | Spanien   | Real Sociedad            |
| 6  | F    | Jordi Alba        | 21 mars 1989 (23 år)      | 1       | 0   | Spanien   | Barcelona                |
| 7  | A    | Adrián López*     | 8 januari 1988 (24 år)    | 2       | 0   | Spanien   | Atlético Madrid          |
| 8  | MF   | Iker Muniain      | 19 december 1992 (19 år)  | 1       | 0   | Spanien   | Athletic Bilbao          |
| 9  | A    | Rodrigo           | 6 mars 1991 (21 år)       | 2       | 0   | Portugal  | Benfica                  |
| 10 | MF   | Juan Mata*        | 28 april 1988 (24 år)     | 1       | 0   | England   | Chelsea FC               |
| 11 | MF   | Koke              | 8 januari 1992 (20 år)    | 3       | 1   | Spanien   | Atlético Madrid          |
| 12 | F    | Martín Montoya    | 14 april 1991 (21 år)     | 3       | 0   | Spanien   | Barcelona                |
| 13 | F    | Alberto Botía     | 27 januari 1989 (23 år)   | 2       | 0   | Spanien   | Sporting Gijón           |
| 14 | MF   | Oriol Romeu       | 24 september 1991 (20 år) | 3       | 0   | England   | Chelsea FC               |
| 15 | MF   | Isco              | 21 april 1992 (20 år)     | 2       | 0   | Spanien   | Málaga                   |
| 16 | A    | Cristian Tello    | 11 augusti 1991 (20 år)   | 3       | 0   | Spanien   | Barcelona                |
| 17 | MF   | Ander Herrera     | 14 augusti 1989 (22 år)   | 2       | 0   | Spanien   | Athletic Bilbao          |
| 18 | MV   | Diego Mariño      | 9 maj 1990 (22 år)        | 3       | 0   | Spanien   | Villarreal               |

Gruppspel
| Nr | Lag      | S | V | O | F | GM | IM | MS | P |
| -- | -------- | - | - | - | - | -- | -- | -- | - |
| 1  | Japan    | 3 | 2 | 1 | 0 | 2  | 0  | +2 | 7 |
| 2  | Honduras | 3 | 1 | 2 | 0 | 3  | 2  | +1 | 5 |
| 3  | Marocko  | 3 | 0 | 2 | 1 | 2  | 3  | −1 | 2 |
| 4  | Spanien  | 3 | 0 | 1 | 2 | 0  | 2  | −2 | 1 |

| 1 | 26 juli, 12:00 | Spanien U23 | 0 – 1 | Japan U23 | Hampden Park, Glasgow |  |
|   |                |             |       |           |                       |  |
|   |                |             |       |           |                       |  |
|   |                |             |       |           |                       |  |

| 12 | 29 juli, 19:45 | Spanien U23 | 0 – 1 | Honduras U23 | St James' Park, Newcastle |  |
|    |                |             |       |              |                           |  |
|    |                |             |       |              |                           |  |
|    |                |             |       |              |                           |  |

| 20 | 1 augusti, 17:00 | Spanien U23 | 0 – 0 | Marocko U23 | Old Trafford, Manchester |  |
|    |                  |             |       |             |                          |  |
|    |                  |             |       |             |                          |  |
|    |                  |             |       |             |                          |  |

## Friidrott
- Huvudartikel: Friidrott vid olympiska sommarspelen 2012

Förkortningar
- Notera – Placeringar gäller endast den tävlandes eget heat
- Q = Kvalificerade sig till nästa omgång via placering
- q = Kvalificerade sig på tid eller, i fältgrenarna, på placering utan att ha nått kvalgränsen
- NR = Nationellt rekord
- N/A = Omgången inte möjlig i grenen
- Bye = Idrottaren behövde inte delta i omgången

Herrar
Bana och väg
| Idrottare             | Gren           | Heat     | Heat      | Kvartsfinal | Kvartsfinal | Semifinal        | Semifinal        | Final            | Final            |
| Idrottare             | Gren           | Resultat | Placering | Resultat    | Placering   | Resultat         | Placering        | Resultat         | Placering        |
| --------------------- | -------------- | -------- | --------- | ----------- | ----------- | ---------------- | ---------------- | ---------------- | ---------------- |
| David Bustos          | 1 500 m        | 3:41.34  | 8         | i.u.        | i.u.        | Gick inte vidare | Gick inte vidare | Gick inte vidare | Gick inte vidare |
| Ignacio Cáceres       | Maraton        | i.u.     | i.u.      | i.u.        | i.u.        | i.u.             | i.u.             | 2:17:11          | 31               |
| Carles Castillejo     | Maraton        | i.u.     | i.u.      | i.u.        | i.u.        | i.u.             | i.u.             | 2:16:17          | 24               |
| Jesús Ángel García    | 50 km gång     | i.u.     | i.u.      | i.u.        | i.u.        | i.u.             | i.u.             | 3:48:32          | 20               |
| Víctor García         | 3 000 m hinder | DNF      | DNF       | i.u.        | i.u.        | i.u.             | i.u.             | Gick inte vidare | Gick inte vidare |
| José Carlos Hernández | Maraton        | i.u.     | i.u.      | i.u.        | i.u.        | i.u.             | i.u.             | 2:17:48          | 34               |
| Ayad Lamdassen        | 10 000 m       | i.u.     | i.u.      | i.u.        | i.u.        | i.u.             | i.u.             | 28:49.85         | 23               |
| Kevin López           | 800 m          | 1:48.27  | 3 Q       | i.u.        | i.u.        | 1:46.66          | 6                | Gick inte vidare | Gick inte vidare |
| Miguel Ángel López    | 20 km gång     | i.u.     | i.u.      | i.u.        | i.u.        | i.u.             | i.u.             | 1:19:49          | 5                |
| Luis Alberto Marco    | 800 m          | 1:46.86  | 3 Q       | i.u.        | i.u.        | 1:46.19          | 6                | Gick inte vidare | Gick inte vidare |
| Álvaro Martín         | 20 km gång     | i.u.     | i.u.      | i.u.        | i.u.        | i.u.             | i.u.             | DNF              | DNF              |
| Abdelaziz Merzoughi   | 3 000 m hinder | 8:58.20  | 12        | i.u.        | i.u.        | i.u.             | i.u.             | Gick inte vidare | Gick inte vidare |
| Ángel Mullera         | 3 000 m hinder | 8:38.07  | 11        | i.u.        | i.u.        | i.u.             | i.u.             | Gick inte vidare | Gick inte vidare |
| Mikel Odriozola       | 50 km gång     | i.u.     | i.u.      | i.u.        | i.u.        | i.u.             | i.u.             | 4:02:48          | 42               |
| Jackson Quiñónez      | 110 m häck     | 13.76    | 4         | i.u.        | i.u.        | Gick inte vidare | Gick inte vidare | Gick inte vidare | Gick inte vidare |
| Antonio Manuel Reina  | 800 m          | 1:47.44  | 3 Q       | i.u.        | i.u.        | 1:45.84          | 6                | Gick inte vidare | Gick inte vidare |
| Álvaro Rodríguez      | 1 500 m        | 3:41.54  | 12        | i.u.        | i.u.        | Gick inte vidare | Gick inte vidare | Gick inte vidare | Gick inte vidare |
| Ángel David Rodríguez | 100 m          | BYE      | BYE       | 10.34       | 5           | Gick inte vidare | Gick inte vidare | Gick inte vidare | Gick inte vidare |
| Diego Ruiz            | 1 500 m        | 3:41.52  | 7         | i.u.        | i.u.        | Gick inte vidare | Gick inte vidare | Gick inte vidare | Gick inte vidare |
| Benjamín Sánchez      | 50 km gång     | i.u.     | i.u.      | i.u.        | i.u.        | i.u.             | i.u.             | 4:14:40          | 50               |

Fältgrenar
| Idrottare         | Gren           | Kval  | Kval      | Final            | Final            |
| Idrottare         | Gren           | Längd | Placering | Längd            | Placering        |
| ----------------- | -------------- | ----- | --------- | ---------------- | ---------------- |
| Igor Bychkov      | Stavhopp       | 5.50  | =9 q      | 5.50             | 12               |
| Eusebio Cáceres   | Längdhopp      | 7.92  | 14        | Gick inte vidare | Gick inte vidare |
| Frank Casañas     | Diskuskastning | 63.76 | 11 q      | 65.56            | 7                |
| Javier Cienfuegos | Släggkastning  | 73.73 | 16        | Gick inte vidare | Gick inte vidare |
| Luis Felipe Méliz | Längdhopp      | NM    | –         | Gick inte vidare | Gick inte vidare |
| Mario Pestano     | Diskuskastning | 63.40 | 14        | Gick inte vidare | Gick inte vidare |
| Borja Vivas       | Kulstötning    | 18.88 | 31        | Gick inte vidare | Gick inte vidare |

Damer
Bana och väg
| Idrottare          | Gren           | Heat     | Heat      | Semifinal        | Semifinal        | Final            | Final            |
| Idrottare          | Gren           | Resultat | Placering | Resultat         | Placering        | Resultat         | Placering        |
| ------------------ | -------------- | -------- | --------- | ---------------- | ---------------- | ---------------- | ---------------- |
| Alessandra Aguilar | Maraton        | i.u.     | i.u.      | i.u.             | i.u.             | 2:29:19          | 26               |
| Aauri Bokesa       | 400 m          | 53.67    | 6         | Gick inte vidare | Gick inte vidare | Gick inte vidare | Gick inte vidare |
| Marta Domínguez    | 3 000 m hinder | 9:29.71  | 4 Q       | i.u.             | i.u.             | 9:36.45          | 12               |
| Elena María Espeso | Maraton        | i.u.     | i.u.      | i.u.             | i.u.             | 2:36:12          | 61               |
| Nuria Fernández    | 1 500 m        | 4:13.72  | 4 Q       | 4:06.57          | 10               | Gick inte vidare | Gick inte vidare |
| Isabel Macías      | 1 500 m        | 4:13.07  | 12        | Gick inte vidare | Gick inte vidare | Gick inte vidare | Gick inte vidare |
| Diana Martín       | 3 000 m hinder | 9:35.77  | 8         | i.u.             | i.u.             | Gick inte vidare | Gick inte vidare |
| Beatriz Pascual    | 20 km gång     | i.u.     | i.u.      | i.u.             | i.u.             | 1:27:56          | 8                |
| Judit Plá          | 5 000 m        | 15:20.39 | 12        | i.u.             | i.u.             | Gick inte vidare | Gick inte vidare |
| María José Poves   | 20 km gång     | i.u.     | i.u.      | i.u.             | i.u.             | 1:29:36          | 12               |
| Natalia Rodríguez  | 1 500 m        | 4:16.18  | 14        | Gick inte vidare | Gick inte vidare | Gick inte vidare | Gick inte vidare |
| María Vasco        | 20 km gång     | i.u.     | i.u.      | i.u.             | i.u.             | 1:28:14          | 10               |
| Vanessa Veiga      | Maraton        | i.u.     | i.u.      | i.u.             | i.u.             | 2:46:53          | 97               |

Fältgrenar
| Idrottare           | Gren          | Kval  | Kval      | Final            | Final            |
| Idrottare           | Gren          | Längd | Placering | Längd            | Placering        |
| ------------------- | ------------- | ----- | --------- | ---------------- | ---------------- |
| Ruth Beitia         | Höjdhopp      | 1.93  | =2 q      | 2.00             | 4                |
| Noraida Bicet       | Spjutkastning | 57.77 | 25        | Gick inte vidare | Gick inte vidare |
| Berta Castells      | Släggkastning | 68.41 | 21        | Gick inte vidare | Gick inte vidare |
| Concepción Montaner | Längdhopp     | 6.30  | 19        | Gick inte vidare | Gick inte vidare |
| Úrsula Ruiz         | Kulstötning   | 17.99 | 17        | Gick inte vidare | Gick inte vidare |
| Patricia Sarrapio   | Tresteg       | 13.64 | 26        | Gick inte vidare | Gick inte vidare |

## Gymnastik
- Huvudartikel: Gymnastik vid olympiska sommarspelen 2012

### Artistisk
Herrar
| Idrottare            | Gren     | Kval    | Kval    | Kval    | Kval     | Kval    | Kval    | Kval    | Kval      | Final            | Final            | Final            | Final            | Final            | Final            | Final            | Final            |
| Idrottare            | Gren     | Redskap | Redskap | Redskap | Redskap  | Redskap | Redskap | Totalt  | Placering | Redskap          | Redskap          | Redskap          | Redskap          | Redskap          | Redskap          | Totalt           | Placering        |
| Idrottare            | Gren     | F       | PH      | R       | V        | PB      | HB      | Totalt  | Placering | F                | PH               | R                | V                | PB               | HB               | Totalt           | Placering        |
| -------------------- | -------- | ------- | ------- | ------- | -------- | ------- | ------- | ------- | --------- | ---------------- | ---------------- | ---------------- | ---------------- | ---------------- | ---------------- | ---------------- | ---------------- |
| Isaac Botella Pérez  | Mångkamp | 14.033  | 12.900  | i.u.    | 15.866 Q | i.u.    | i.u.    | i.u.    | i.u.      | Gick inte vidare | Gick inte vidare | Gick inte vidare | Gick inte vidare | Gick inte vidare | Gick inte vidare | Gick inte vidare | Gick inte vidare |
| Javier Gómez Fuertes | Mångkamp | 14.833  | 13.833  | 13.900  | 15.958   | 15.066  | 14.544  | 88.123  | 16 Q      | Gick inte vidare | Gick inte vidare | Gick inte vidare | Gick inte vidare | Gick inte vidare | Gick inte vidare | Gick inte vidare | Gick inte vidare |
| Fabián González      | Mångkamp | 15.266  | 14.733  | 14.033  | 16.000   | 13.333  | 15.000  | 88.365  | 15 Q      | Gick inte vidare | Gick inte vidare | Gick inte vidare | Gick inte vidare | Gick inte vidare | Gick inte vidare | Gick inte vidare | Gick inte vidare |
| Rubén López          | Mångkamp | i.u.    | i.u.    | 14.900  | 14.733   | 14.300  | i.u.    | i.u.    | i.u.      | Gick inte vidare | Gick inte vidare | Gick inte vidare | Gick inte vidare | Gick inte vidare | Gick inte vidare | Gick inte vidare | Gick inte vidare |
| Sergio Muñoz         | Mångkamp | 14.600  | 14.000  | 13.966  | 16.000   | 13.833  | 13.266  | 85.665  | 26        | Gick inte vidare | Gick inte vidare | Gick inte vidare | Gick inte vidare | Gick inte vidare | Gick inte vidare | Gick inte vidare | Gick inte vidare |
| Totalt               | Mångkamp | 44.699  | 42.566  | 42.899  | 47.958   | 43.632  | 43.833  | 265.587 | 9         | Gick inte vidare | Gick inte vidare | Gick inte vidare | Gick inte vidare | Gick inte vidare | Gick inte vidare | Gick inte vidare | Gick inte vidare |

Individuella finaler
| Gymnast              | Gren     | Redskap | Redskap | Redskap | Redskap | Redskap | Redskap | Totalt | Placering |
| Gymnast              | Gren     | F       | PH      | R       | V       | PB      | HB      | Totalt | Placering |
| -------------------- | -------- | ------- | ------- | ------- | ------- | ------- | ------- | ------ | --------- |
| Isaac Botella Pérez  | Hopp     | i.u.    | i.u.    | i.u.    | 15.866  | i.u.    | i.u.    | 15.866 | 6         |
| Javier Gómez Fuertes | Mångkamp | 14.266  | 12.433  | 14.800  | 15.466  | 14.733  | 12.733  | 84.431 | 23        |
| Fabián González      | Mångkamp | 14.600  | 14.733  | 13.966  | 16.133  | 14.400  | 15.166  | 88.998 | 9         |

Damer
| Idrottare          | Gren     | Kval    | Kval    | Kval    | Kval    | Kval   | Kval      | Final            | Final            | Final            | Final            | Final            | Final            |
| Idrottare          | Gren     | Redskap | Redskap | Redskap | Redskap | Totalt | Placering | Redskap          | Redskap          | Redskap          | Redskap          | Totalt           | Placering        |
| Idrottare          | Gren     | F       | V       | UB      | BB      | Totalt | Placering | F                | V                | UB               | BB               | Totalt           | Placering        |
| ------------------ | -------- | ------- | ------- | ------- | ------- | ------ | --------- | ---------------- | ---------------- | ---------------- | ---------------- | ---------------- | ---------------- |
| Ana María Izurieta | Mångkamp | 14.133  | 14.800  | 12.600  | 12.000  | 53.533 | 33        | Gick inte vidare | Gick inte vidare | Gick inte vidare | Gick inte vidare | Gick inte vidare | Gick inte vidare |

### Rytmisk
| Idrottare          | Gren         | Kval   | Kval     | Kval   | Kval   | Kval    | Kval      | Final            | Final            | Final            | Final            | Final            | Final            |
| Idrottare          | Gren         | Boll   | Tunnband | Käglor | Band   | Totalt  | Placering | Boll             | Tunnband         | Käglor           | Band             | Totalt           | Placering        |
| ------------------ | ------------ | ------ | -------- | ------ | ------ | ------- | --------- | ---------------- | ---------------- | ---------------- | ---------------- | ---------------- | ---------------- |
| Carolina Rodríguez | Individuellt | 26.900 | 26.625   | 27.175 | 26.100 | 106.800 | 14        | Gick inte vidare | Gick inte vidare | Gick inte vidare | Gick inte vidare | Gick inte vidare | Gick inte vidare |

| Idrottare                                                                                      | Gren  | Kval   | Kval              | Kval   | Kval      | Final    | Final             | Final  | Final     |
| Idrottare                                                                                      | Gren  | 5 rep  | 3 band 2 tunnband | Totalt | Placering | 5 bollar | 3 band 2 tunnband | Totalt | Placering |
| ---------------------------------------------------------------------------------------------- | ----- | ------ | ----------------- | ------ | --------- | -------- | ----------------- | ------ | --------- |
| Loreto Achaerandio Sandra Aguilar Elena López Lourdes Mohedano Alejandra Quereda Lidia Redondo | Trupp | 27.150 | 27.400            | 54.550 | 5 Q       | 27.400   | 27.550            | 54.950 | 4         |

## Handboll
- Huvudartikel: Handboll vid olympiska sommarspelen 2012

Damer
| \| \| Pos. \| Namn \| Ålder \| \| Klubb \| \| -- \| ---- \| ------------------------ \| ------------------ \| \| --------------- \| \| 2 \| RW \| Marta López (ESP) \| 22 år (1990-02-04) \| \| BM Alcobendas \| \| 3 \| CB \| Andrea Barnó (ESP) \| 32 år (1980-01-04) \| \| SD Itxako \| \| 4 \| RW \| Carmen Martín (ESP) \| 24 år (1988-05-29) \| \| SD Itxako \| \| 6 \| LB \| Nely Carla Alberto (ESP) \| 29 år (1983-07-02) \| \| Le Havre AC \| \| 7 \| LB \| Beatriz Fernández (ESP) \| 27 år (1985-03-19) \| \| Bera Bera BM \| \| 8 \| P \| Verónica Cuadrado (ESP) \| 33 år (1979-03-08) \| \| Randers HK \| \| 9 \| RB \| Marta Mangué (ESP) \| 29 år (1983-04-23) \| \| RK Zaječar \| \| 10 \| CB \| Macarena Aguilar (ESP) \| 27 år (1985-03-12) \| \| SD Itxako \| \| 12 \| GK \| Silvia Navarro (ESP) \| 33 år (1979-03-20) \| \| SD Itxako \| \| 13 \| RW \| Jessica Alonso (ESP) \| 28 år (1983-09-20) \| \| SD Itxako \| \| 17 \| LW \| Elisabeth Pinedo (ESP) \| 31 år (1981-05-13) \| \| Bera Bera BM \| \| 18 \| P \| Begoña Fernández (ESP) \| 32 år (1980-03-22) \| \| SD Itxako \| \| 21 \| LW \| Vanessa Amorós (ESP) \| 29 år (1982-12-07) \| \| CB Mar Alicante \| \| 30 \| LB \| Patricia Elorza (ESP) \| 28 år (1984-04-08) \| \| Bera Bera BM \| \| 39 \| GK \| Mihaela Ciobanu (ESP) \| 39 år (1973-01-30) \| \| BM Alcobendas \| | Förbundskapten: Jorge Dueñas                                                                                      |                          |                    |           |                 |
| \| \| Pos. \| Namn \| Ålder \| \| Klubb \| \| -- \| ---- \| ------------------------ \| ------------------ \| \| --------------- \| \| 2 \| RW \| Marta López (ESP) \| 22 år (1990-02-04) \| \| BM Alcobendas \| \| 3 \| CB \| Andrea Barnó (ESP) \| 32 år (1980-01-04) \| \| SD Itxako \| \| 4 \| RW \| Carmen Martín (ESP) \| 24 år (1988-05-29) \| \| SD Itxako \| \| 6 \| LB \| Nely Carla Alberto (ESP) \| 29 år (1983-07-02) \| \| Le Havre AC \| \| 7 \| LB \| Beatriz Fernández (ESP) \| 27 år (1985-03-19) \| \| Bera Bera BM \| \| 8 \| P \| Verónica Cuadrado (ESP) \| 33 år (1979-03-08) \| \| Randers HK \| \| 9 \| RB \| Marta Mangué (ESP) \| 29 år (1983-04-23) \| \| RK Zaječar \| \| 10 \| CB \| Macarena Aguilar (ESP) \| 27 år (1985-03-12) \| \| SD Itxako \| \| 12 \| GK \| Silvia Navarro (ESP) \| 33 år (1979-03-20) \| \| SD Itxako \| \| 13 \| RW \| Jessica Alonso (ESP) \| 28 år (1983-09-20) \| \| SD Itxako \| \| 17 \| LW \| Elisabeth Pinedo (ESP) \| 31 år (1981-05-13) \| \| Bera Bera BM \| \| 18 \| P \| Begoña Fernández (ESP) \| 32 år (1980-03-22) \| \| SD Itxako \| \| 21 \| LW \| Vanessa Amorós (ESP) \| 29 år (1982-12-07) \| \| CB Mar Alicante \| \| 30 \| LB \| Patricia Elorza (ESP) \| 28 år (1984-04-08) \| \| Bera Bera BM \| \| 39 \| GK \| Mihaela Ciobanu (ESP) \| 39 år (1973-01-30) \| \| BM Alcobendas \| | Positioner: MV - Målvakt VS - Vänstersexa VN - Vänsternia MS - Mittsexa MN - Mittnia HS - Högersexa HN - Högernia |                          |                    |           |                 |
| \| \| Pos. \| Namn \| Ålder \| \| Klubb \| \| -- \| ---- \| ------------------------ \| ------------------ \| \| --------------- \| \| 2 \| RW \| Marta López (ESP) \| 22 år (1990-02-04) \| \| BM Alcobendas \| \| 3 \| CB \| Andrea Barnó (ESP) \| 32 år (1980-01-04) \| \| SD Itxako \| \| 4 \| RW \| Carmen Martín (ESP) \| 24 år (1988-05-29) \| \| SD Itxako \| \| 6 \| LB \| Nely Carla Alberto (ESP) \| 29 år (1983-07-02) \| \| Le Havre AC \| \| 7 \| LB \| Beatriz Fernández (ESP) \| 27 år (1985-03-19) \| \| Bera Bera BM \| \| 8 \| P \| Verónica Cuadrado (ESP) \| 33 år (1979-03-08) \| \| Randers HK \| \| 9 \| RB \| Marta Mangué (ESP) \| 29 år (1983-04-23) \| \| RK Zaječar \| \| 10 \| CB \| Macarena Aguilar (ESP) \| 27 år (1985-03-12) \| \| SD Itxako \| \| 12 \| GK \| Silvia Navarro (ESP) \| 33 år (1979-03-20) \| \| SD Itxako \| \| 13 \| RW \| Jessica Alonso (ESP) \| 28 år (1983-09-20) \| \| SD Itxako \| \| 17 \| LW \| Elisabeth Pinedo (ESP) \| 31 år (1981-05-13) \| \| Bera Bera BM \| \| 18 \| P \| Begoña Fernández (ESP) \| 32 år (1980-03-22) \| \| SD Itxako \| \| 21 \| LW \| Vanessa Amorós (ESP) \| 29 år (1982-12-07) \| \| CB Mar Alicante \| \| 30 \| LB \| Patricia Elorza (ESP) \| 28 år (1984-04-08) \| \| Bera Bera BM \| \| 39 \| GK \| Mihaela Ciobanu (ESP) \| 39 år (1973-01-30) \| \| BM Alcobendas \| | Spelarnas åldrar och klubb per 27 juli 2012.                                                                      |                          |                    |           |                 |
| | Pos. | Namn                     | Ålder              |           | Klubb           |
| 2 | RW | Marta López (ESP)        | 22 år (1990-02-04) | Spanien   | BM Alcobendas   |
| 3 | CB | Andrea Barnó (ESP)       | 32 år (1980-01-04) | Spanien   | SD Itxako       |
| 4 | RW | Carmen Martín (ESP)      | 24 år (1988-05-29) | Spanien   | SD Itxako       |
| 6 | LB | Nely Carla Alberto (ESP) | 29 år (1983-07-02) | Frankrike | Le Havre AC     |
| 7 | LB | Beatriz Fernández (ESP)  | 27 år (1985-03-19) | Spanien   | Bera Bera BM    |
| 8 | P | Verónica Cuadrado (ESP)  | 33 år (1979-03-08) | Danmark   | Randers HK      |
| 9 | RB | Marta Mangué (ESP)       | 29 år (1983-04-23) | Serbien   | RK Zaječar      |
| 10 | CB | Macarena Aguilar (ESP)   | 27 år (1985-03-12) | Spanien   | SD Itxako       |
| 12 | GK | Silvia Navarro (ESP)     | 33 år (1979-03-20) | Spanien   | SD Itxako       |
| 13 | RW | Jessica Alonso (ESP)     | 28 år (1983-09-20) | Spanien   | SD Itxako       |
| 17 | LW | Elisabeth Pinedo (ESP)   | 31 år (1981-05-13) | Spanien   | Bera Bera BM    |
| 18 | P | Begoña Fernández (ESP)   | 32 år (1980-03-22) | Spanien   | SD Itxako       |
| 21 | LW | Vanessa Amorós (ESP)     | 29 år (1982-12-07) | Spanien   | CB Mar Alicante |
| 30 | LB | Patricia Elorza (ESP)    | 28 år (1984-04-08) | Spanien   | Bera Bera BM    |
| 39 | GK | Mihaela Ciobanu (ESP)    | 39 år (1973-01-30) | Spanien   | BM Alcobendas   |

Gruppspel
| Lag       | S | V | O | F | GM  | IM  | MS  | P |
| --------- | - | - | - | - | --- | --- | --- | - |
| Frankrike | 5 | 4 | 1 | 0 | 125 | 103 | +22 | 9 |
| Sydkorea  | 5 | 3 | 1 | 1 | 136 | 130 | +6  | 7 |
| Spanien   | 5 | 3 | 1 | 1 | 119 | 114 | +5  | 7 |
| Norge     | 5 | 2 | 1 | 2 | 118 | 120 | −2  | 5 |
| Danmark   | 5 | 1 | 0 | 4 | 113 | 121 | −8  | 2 |
| Sverige   | 5 | 0 | 0 | 5 | 108 | 131 | −23 | 0 |

|       | 28 juli 2012 | Spanien                               | 27 – 31   | Sydkorea           | Copper Box, London              |                                 |
| 11:15 | 11:15        | Berenguer 7, Gonzalez 5, Franciscan 4 | (12 – 16) | Ryu 9, Jo 5, Kim 4 | Domare: Gubica, Molosevic (CRO) | Domare: Gubica, Molosevic (CRO) |
| 11:15 | 11:15        |                                       |           |                    | Domare: Gubica, Molosevic (CRO) | Domare: Gubica, Molosevic (CRO) |
| 11:15 | 11:15        |                                       |           |                    | Domare: Gubica, Molosevic (CRO) | Domare: Gubica, Molosevic (CRO) |

|       | 30 juli 2012 | Frankrike | 18–18 | Spanien | Copper Box, London |  |
| 16:15 |              |           |       |         |                    |  |
|       |              |           |       |         |                    |  |
|       |              |           |       |         |                    |  |

|       | 1 augusti 2012 | Spanien | 24–21 | Danmark | Copper Box, London |  |
| 19:30 |                |         |       |         |                    |  |
|       |                |         |       |         |                    |  |
|       |                |         |       |         |                    |  |

|       | 3 augusti 2012 | Spanien | 25–24 | Sverige | Copper Box, London |  |
| 19:30 |                |         |       |         |                    |  |
|       |                |         |       |         |                    |  |
|       |                |         |       |         |                    |  |

|       | 5 augusti 2012 | Norge | 20–25 | Spanien | Copper Box, London |  |
| 19:30 |                |       |       |         |                    |  |
|       |                |       |       |         |                    |  |
|       |                |       |       |         |                    |  |

Slutspel
|  | Kvartsfinal | Kvartsfinal | Kvartsfinal |    |    | Semifinal | Semifinal | Semifinal |            |            | Final      | Final          | Final |
|  |             |             |             |    |    |           |           |           |            |            |            |                |       |
|  | A1          | Brasilien   | 19          |    |    |           |           |           |            |            |            |                |       |
|  |             |             | 19          |    |    |           |           |           |            |            |            |                |       |
|  | B4          | Norge       | 21          |    |    |           |           |           |            |            |            |                |       |
|  | B4          | Norge       | 21          |    |    | Norge     | 31        |           |            |            |            |                |       |
|  |             |             |             |    |    | Norge     | 31        |           |            |            |            |                |       |
|  |             |             | Sydkorea    | 25 |    |           |           |           |            |            |            |                |       |
|  | A3          | Ryssland    | Sydkorea    | 25 | 23 |           |           |           |            |            |            |                |       |
|  | A3          | Ryssland    |             |    | 23 |           |           |           |            |            |            |                |       |
|  | B2          | Sydkorea    | 24          |    |    |           |           |           |            |            |            |                |       |
|  |             |             |             |    |    |           |           |           |            |            | Norge      | 26             |       |
|  |             |             |             |    |    |           |           |           |            |            | Montenegro | 23             |       |
|  | A2          | Kroatien    | 22          |    |    |           |           |           |            |            |            |                |       |
|  | A2          | Kroatien    | 22          |    |    |           |           |           |            |            |            |                |       |
|  | B3          | Spanien     | 25          |    |    |           |           |           |            |            |            |                |       |
|  | B3          | Spanien     | 25          |    |    | Spanien   | 26        |           | Bronsmatch | Bronsmatch | Bronsmatch |                |       |
|  |             |             |             |    |    | Spanien   | 26        |           | Bronsmatch | Bronsmatch | Bronsmatch |                |       |
|  |             |             | Montenegro  | 27 |    |           |           |           |            |            |            |                |       |
|  | A4          | Montenegro  | Montenegro  | 27 | 23 |           |           | Sydkorea  | 29         |            |            |                |       |
|  | A4          | Montenegro  |             |    | 23 |           |           | Sydkorea  | 29         |            |            |                |       |
|  | B1          | Frankrike   | 22          |    |    |           |           |           |            |            |            | Spanien (e fl) | 31    |
|  |             |             |             |    |    |           |           |           |            |            |            |                |       |

Herrar
| \| \| Pos. \| Namn \| Ålder \| \| Klubb \| \| -- \| ---- \| --------------------------- \| ------------------ \| \| --------------------- \| \| 1 \| MV \| José Javier Hombrados (ESP) \| 40 år (1972-04-07) \| \| BM Atlético de Madrid \| \| 16 \| MV \| Arpad Šterbik (ESP) \| 32 år (1979-11-20) \| \| BM Atlético de Madrid \| \| 3 \| HN \| Eduardo Gurbindo (ESP) \| 24 år (1987-11-08) \| \| BM Valladolid \| \| 4 \| HS \| Albert Rocas (ESP) \| 30 år (1982-06-16) \| \| FC Barcelona \| \| 5 \| HN \| Jorge Maqueda (ESP) \| 24 år (1988-02-06) \| \| HBC Nantes \| \| 8 \| HS \| Víctor Tomás González (ESP) \| 27 år (1985-02-15) \| \| FC Barcelona \| \| 9 \| MN \| Raúl Entrerríos (ESP) \| 31 år (1981-02-12) \| \| FC Barcelona \| \| 10 \| VN \| Mikel Aguirrezabalaga (ESP) \| 28 år (1984-04-08) \| \| FC Barcelona \| \| 11 \| MN \| Daniel Sarmiento (ESP) \| 28 år (1983-08-25) \| \| FC Barcelona \| \| 13 \| MS \| Julen Aguinagalde (ESP) \| 29 år (1982-12-02) \| \| BM Atlético de Madrid \| \| 15 \| VS \| Cristian Ugalde (ESP) \| 24 år (1987-10-19) \| \| FC Barcelona \| \| 21 \| MN \| Joan Cañellas (ESP) \| 25 år (1986-09-30) \| \| BM Atlético de Madrid \| \| 24 \| VN \| Viran Morros (ESP) \| 28 år (1983-12-15) \| \| FC Barcelona \| \| 30 \| MS \| Gedeón Guardiola (ESP) \| 27 år (1984-10-01) \| \| SDC San Antonio \| | Förbundskapten: Valero Rivera                                                                                     |                             |                    |           |                       |
| \| \| Pos. \| Namn \| Ålder \| \| Klubb \| \| -- \| ---- \| --------------------------- \| ------------------ \| \| --------------------- \| \| 1 \| MV \| José Javier Hombrados (ESP) \| 40 år (1972-04-07) \| \| BM Atlético de Madrid \| \| 16 \| MV \| Arpad Šterbik (ESP) \| 32 år (1979-11-20) \| \| BM Atlético de Madrid \| \| 3 \| HN \| Eduardo Gurbindo (ESP) \| 24 år (1987-11-08) \| \| BM Valladolid \| \| 4 \| HS \| Albert Rocas (ESP) \| 30 år (1982-06-16) \| \| FC Barcelona \| \| 5 \| HN \| Jorge Maqueda (ESP) \| 24 år (1988-02-06) \| \| HBC Nantes \| \| 8 \| HS \| Víctor Tomás González (ESP) \| 27 år (1985-02-15) \| \| FC Barcelona \| \| 9 \| MN \| Raúl Entrerríos (ESP) \| 31 år (1981-02-12) \| \| FC Barcelona \| \| 10 \| VN \| Mikel Aguirrezabalaga (ESP) \| 28 år (1984-04-08) \| \| FC Barcelona \| \| 11 \| MN \| Daniel Sarmiento (ESP) \| 28 år (1983-08-25) \| \| FC Barcelona \| \| 13 \| MS \| Julen Aguinagalde (ESP) \| 29 år (1982-12-02) \| \| BM Atlético de Madrid \| \| 15 \| VS \| Cristian Ugalde (ESP) \| 24 år (1987-10-19) \| \| FC Barcelona \| \| 21 \| MN \| Joan Cañellas (ESP) \| 25 år (1986-09-30) \| \| BM Atlético de Madrid \| \| 24 \| VN \| Viran Morros (ESP) \| 28 år (1983-12-15) \| \| FC Barcelona \| \| 30 \| MS \| Gedeón Guardiola (ESP) \| 27 år (1984-10-01) \| \| SDC San Antonio \| | Positioner: MV - Målvakt VS - Vänstersexa VN - Vänsternia MS - Mittsexa MN - Mittnia HS - Högersexa HN - Högernia |                             |                    |           |                       |
| \| \| Pos. \| Namn \| Ålder \| \| Klubb \| \| -- \| ---- \| --------------------------- \| ------------------ \| \| --------------------- \| \| 1 \| MV \| José Javier Hombrados (ESP) \| 40 år (1972-04-07) \| \| BM Atlético de Madrid \| \| 16 \| MV \| Arpad Šterbik (ESP) \| 32 år (1979-11-20) \| \| BM Atlético de Madrid \| \| 3 \| HN \| Eduardo Gurbindo (ESP) \| 24 år (1987-11-08) \| \| BM Valladolid \| \| 4 \| HS \| Albert Rocas (ESP) \| 30 år (1982-06-16) \| \| FC Barcelona \| \| 5 \| HN \| Jorge Maqueda (ESP) \| 24 år (1988-02-06) \| \| HBC Nantes \| \| 8 \| HS \| Víctor Tomás González (ESP) \| 27 år (1985-02-15) \| \| FC Barcelona \| \| 9 \| MN \| Raúl Entrerríos (ESP) \| 31 år (1981-02-12) \| \| FC Barcelona \| \| 10 \| VN \| Mikel Aguirrezabalaga (ESP) \| 28 år (1984-04-08) \| \| FC Barcelona \| \| 11 \| MN \| Daniel Sarmiento (ESP) \| 28 år (1983-08-25) \| \| FC Barcelona \| \| 13 \| MS \| Julen Aguinagalde (ESP) \| 29 år (1982-12-02) \| \| BM Atlético de Madrid \| \| 15 \| VS \| Cristian Ugalde (ESP) \| 24 år (1987-10-19) \| \| FC Barcelona \| \| 21 \| MN \| Joan Cañellas (ESP) \| 25 år (1986-09-30) \| \| BM Atlético de Madrid \| \| 24 \| VN \| Viran Morros (ESP) \| 28 år (1983-12-15) \| \| FC Barcelona \| \| 30 \| MS \| Gedeón Guardiola (ESP) \| 27 år (1984-10-01) \| \| SDC San Antonio \| | Spelarnas åldrar och klubb per 27 juli 2012.                                                                      |                             |                    |           |                       |
| | Pos. | Namn                        | Ålder              |           | Klubb                 |
| 1 | MV | José Javier Hombrados (ESP) | 40 år (1972-04-07) | Spanien   | BM Atlético de Madrid |
| 16 | MV | Arpad Šterbik (ESP)         | 32 år (1979-11-20) | Spanien   | BM Atlético de Madrid |
| 3 | HN | Eduardo Gurbindo (ESP)      | 24 år (1987-11-08) | Spanien   | BM Valladolid         |
| 4 | HS | Albert Rocas (ESP)          | 30 år (1982-06-16) | Spanien   | FC Barcelona          |
| 5 | HN | Jorge Maqueda (ESP)         | 24 år (1988-02-06) | Frankrike | HBC Nantes            |
| 8 | HS | Víctor Tomás González (ESP) | 27 år (1985-02-15) | Spanien   | FC Barcelona          |
| 9 | MN | Raúl Entrerríos (ESP)       | 31 år (1981-02-12) | Spanien   | FC Barcelona          |
| 10 | VN | Mikel Aguirrezabalaga (ESP) | 28 år (1984-04-08) | Spanien   | FC Barcelona          |
| 11 | MN | Daniel Sarmiento (ESP)      | 28 år (1983-08-25) | Spanien   | FC Barcelona          |
| 13 | MS | Julen Aguinagalde (ESP)     | 29 år (1982-12-02) | Spanien   | BM Atlético de Madrid |
| 15 | VS | Cristian Ugalde (ESP)       | 24 år (1987-10-19) | Spanien   | FC Barcelona          |
| 21 | MN | Joan Cañellas (ESP)         | 25 år (1986-09-30) | Spanien   | BM Atlético de Madrid |
| 24 | VN | Viran Morros (ESP)          | 28 år (1983-12-15) | Spanien   | FC Barcelona          |
| 30 | MS | Gedeón Guardiola (ESP)      | 27 år (1984-10-01) | Spanien   | SDC San Antonio       |

Gruppspel
| Lag      | S | V | O | F | GM  | IM  | MS  | P  |
| -------- | - | - | - | - | --- | --- | --- | -- |
| Kroatien | 5 | 5 | 0 | 0 | 150 | 109 | +41 | 10 |
| Danmark  | 5 | 4 | 0 | 1 | 124 | 129 | −5  | 8  |
| Spanien  | 5 | 3 | 0 | 2 | 140 | 126 | +14 | 6  |
| Ungern   | 5 | 2 | 0 | 3 | 114 | 128 | −14 | 4  |
| Serbien  | 5 | 1 | 0 | 4 | 120 | 131 | −11 | 2  |
| Sydkorea | 5 | 0 | 0 | 5 | 115 | 140 | −25 | 0  |

|  | 29 juli | Spanien | 26 – 21 | Serbien | Copper Box, London |  |
|  |         |         |         |         |                    |  |
|  |         |         |         |         |                    |  |

|  | 31 juli | Danmark | 24 – 23 | Spanien | Copper Box, London |  |
|  |         |         |         |         |                    |  |
|  |         |         |         |         |                    |  |

|  | 2 augusti | Spanien | 33 – 29 | Sydkorea | Copper Box, London |  |
|  |           |         |         |          |                    |  |
|  |           |         |         |          |                    |  |

|  | 4 augusti | Ungern | 22 – 33 | Spanien | Copper Box, London |  |
|  |           |        |         |         |                    |  |
|  |           |        |         |         |                    |  |

|  | 6 augusti | Spanien | 25 – 30 | Kroatien | Copper Box, London |  |
|  |           |         |         |          |                    |  |
|  |           |         |         |          |                    |  |

Slutspel
|  | Kvartsfinal | Kvartsfinal | Kvartsfinal |    |          | Semifinal | Semifinal | Semifinal |            |            | Final      | Final    | Final |
|  |             |             |             |    |          |           |           |           |            |            |            |          |       |
|  | A1          | Island      | 33          |    |          |           |           |           |            |            |            |          |       |
|  |             |             | 33          |    |          |           |           |           |            |            |            |          |       |
|  | B4          | Ungern      | 34          |    |          |           |           |           |            |            |            |          |       |
|  | B4          | Ungern      | 34          |    | B4       | Ungern    | 26        |           |            |            |            |          |       |
|  |             |             |             |    | B4       | Ungern    | 26        |           |            |            |            |          |       |
|  |             | A3          | Sverige     | 27 |          |           |           |           |            |            |            |          |       |
|  | A3          | A3          | Sverige     | 27 | Sverige  | 24        |           |           |            |            |            |          |       |
|  | A3          |             |             |    | Sverige  | 24        |           |           |            |            |            |          |       |
|  | B2          | Danmark     | 22          |    |          |           |           |           |            |            |            |          |       |
|  |             |             |             |    |          |           |           |           |            | A3         | Sverige    | 21       |       |
|  |             |             |             |    |          |           |           |           |            | A2         | Frankrike  | 22       |       |
|  | B3          | Spanien     | 22          |    |          |           |           |           |            |            |            |          |       |
|  | B3          | Spanien     | 22          |    |          |           |           |           |            |            |            |          |       |
|  | A2          | Frankrike   | 23          |    |          |           |           |           |            |            |            |          |       |
|  | A2          | Frankrike   | 23          |    | A2       | Frankrike | 25        |           | Bronsmatch | Bronsmatch | Bronsmatch |          |       |
|  |             |             |             |    | A2       | Frankrike | 25        |           | Bronsmatch | Bronsmatch | Bronsmatch |          |       |
|  |             | B1          | Kroatien    | 22 |          |           |           |           |            |            |            |          |       |
|  | B1          | B1          | Kroatien    | 22 | Kroatien | 25        |           | B4        | Ungern     | 26         |            |          |       |
|  | B1          |             |             |    | Kroatien | 25        |           | B4        | Ungern     | 26         |            |          |       |
|  | A4          | Tunisien    | 23          |    |          |           |           |           |            |            | B1         | Kroatien | 33    |
|  |             |             |             |    |          |           |           |           |            |            |            |          |       |

## Judo
- Huvudartikel: Judo vid olympiska sommarspelen 2012

Herrar
| Idrottare       | Gren                   | 32-delsfinal              | Sextondelsfinal         | Åttondelsfinal           | Kvartsfinal               | Semifinal                 | Återkval             | Bronsmatch            | Final                | Final            |
| Idrottare       | Gren                   | Motståndare Resultat      | Motståndare Resultat    | Motståndare Resultat     | Motståndare Resultat      | Motståndare Resultat      | Motståndare Resultat | Motståndare Resultat  | Motståndare Resultat | Placering        |
| --------------- | ---------------------- | ------------------------- | ----------------------- | ------------------------ | ------------------------- | ------------------------- | -------------------- | --------------------- | -------------------- | ---------------- |
| Sugoi Uriarte   | Halv lättvikt (-66 kg) | Faraldo (ITA) W 0100–0000 | Mata (ARU) W 0100–0000  | García (AND) W 0013–0002 | Karimov (AZE) W 0021–0001 | Ungvári (HUN) L 0000–0011 | BYE                  | Cho (KOR) L 0001–0000 | Gick inte vidare     | 5                |
| Kiyoshi Uematsu | Lättvikt (-73 kg)      | BYE                       | Isaev (RUS) L 0002–0011 | Gick inte vidare         | Gick inte vidare          | Gick inte vidare          | Gick inte vidare     | Gick inte vidare      | Gick inte vidare     | Gick inte vidare |

Damer
| Idrottare           | Gren                    | Sextondelsfinal           | Åttondelsfinal          | Kvartsfinal          | Semifinal            | Återkval             | Bronsmatch           | Final                | Final            |
| Idrottare           | Gren                    | Motståndare Resultat      | Motståndare Resultat    | Motståndare Resultat | Motståndare Resultat | Motståndare Resultat | Motståndare Resultat | Motståndare Resultat | Placering        |
| ------------------- | ----------------------- | ------------------------- | ----------------------- | -------------------- | -------------------- | -------------------- | -------------------- | -------------------- | ---------------- |
| Oiana Blanco        | Extra lättvikt (-48 kg) | Fukumi (JPN) L 0001–0100  | Gick inte vidare        | Gick inte vidare     | Gick inte vidare     | Gick inte vidare     | Gick inte vidare     | Gick inte vidare     | Gick inte vidare |
| Ana Carrascosa      | Halv lättvikt (-52 kg)  | Müller (LUX) L 0000–0201  | Gick inte vidare        | Gick inte vidare     | Gick inte vidare     | Gick inte vidare     | Gick inte vidare     | Gick inte vidare     | Gick inte vidare |
| Concepción Bellorín | Lättvikt (-57 kg)       | Karakas (HUN) L 0011–0100 | Gick inte vidare        | Gick inte vidare     | Gick inte vidare     | Gick inte vidare     | Gick inte vidare     | Gick inte vidare     | Gick inte vidare |
| Cecilia Blanco      | Mellanvikt (-70 kg)     | Smal (UKR) W 0110–0002    | Sraka (SLO) L 0011–0000 | Gick inte vidare     | Gick inte vidare     | Gick inte vidare     | Gick inte vidare     | Gick inte vidare     | Gick inte vidare |

## Kanotsport
- Huvudartikel: Kanotsport vid olympiska sommarspelen 2012

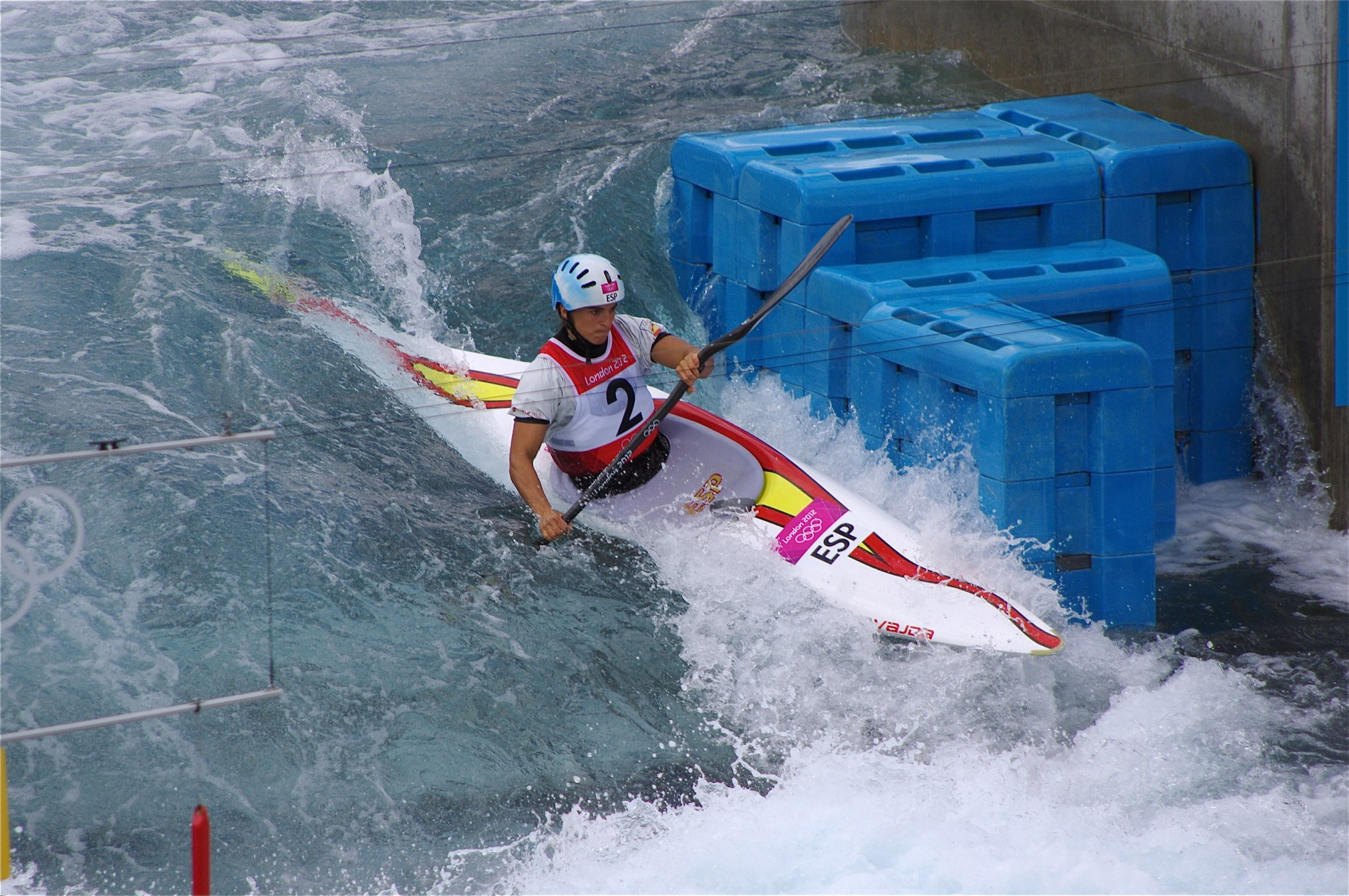
Maialen Chourraut i K-1-semifinalen.

Slalom
| Kanotist          | Gren                | Omgång 1 | Omgång 1  | Omgång 1 | Omgång 1  | Omgång 1 | Omgång 1  | Semifinal | Semifinal | Final  | Final     |
| Kanotist          | Gren                | Omgång 1 | Placering | Omgång 2 | Placering | Bästa    | Placering | Tid       | Placering | Tid    | Placering |
| ----------------- | ------------------- | -------- | --------- | -------- | --------- | -------- | --------- | --------- | --------- | ------ | --------- |
| Ander Elosegui    | Herrarnas C1 slalom | 93.24    | 2         | 96.60    | 8         | 93.24    | 6 Q       | 104.04    | 4 Q       | 102.61 | 4         |
| Samuel Hernanz    | Herrarnas K1 slalom | 87.07    | 1         | 91.25    | 12        | 87.07    | 3 Q       | 97.18     | 4 Q       | 96.95  | 5         |
| Maialen Chourraut | Damernas K1 slalom  | 98.75    | 1         | 107.91   | 10        | 98.75    | 1 Q       | 108.34    | 2 Q       | 106.87 | 3         |

Sprint
| Kanotist             | Gren                | Heat     | Heat      | Semifinal | Semifinal | Final    | Final     |
| Kanotist             | Gren                | Tid      | Placering | Tid       | Placering | Tid      | Placering |
| -------------------- | ------------------- | -------- | --------- | --------- | --------- | -------- | --------- |
| Alfonso Benavides    | Herrarnas C1 200 m  | 40.993   | 1 Q       | 40.619    | 2 FA      | 43.038   | 4         |
| David Cal            | Herrarnas C1 1000 m | 3:54.590 | 1 Q       | 3:52.767  | 3 FA      | 3:48.053 | 2         |
| Saúl Craviotto       | Herrarnas K1 200 m  | 35.552   | 1 Q       | 35.597    | 2 FA      | 36.540   | 2         |
| Francisco Cubelos    | Herrarnas K1 1000 m | 3:37.791 | 5 Q       | 3:31.833  | 4 FA      | 3:32.521 | 7         |
| María Teresa Portela | Damernas K1 200 m   | 41.263   | 1 Q       | 40.898    | 2 FA      | 45.326   | 4         |

## Konstsim
- Huvudartikel: Konstsim vid olympiska sommarspelen 2012

| Idrottare | Gren                | Teknisk rutin | Teknisk rutin | Fri rutin (inledande) | Fri rutin (inledande)  | Fri rutin (inledande) | Fri rutin (final) | Fri rutin (final)      | Fri rutin (final) |
| Idrottare | Gren                | Poäng         | Placering     | Poäng                 | Totalt (teknisk + fri) | Placering             | Placering         | Totalt (teknisk + fri) | Placering         |
| --- | ------------------- | ------------- | ------------- | --------------------- | ---------------------- | --------------------- | ----------------- | ---------------------- | ----------------- |
| Ona Carbonell Andrea Fuentes | Damernas duett      | 96.000        | 3             | 96.590                | 192.590                | 3 Q                   | 96.900            | 192.900                | 2                 |
| Clara Basiana Alba Cabello Ona Carbonell Margalida Crespí Andrea Fuentes Thaïs Henríquez Paula Klamburg Irene Montrucchio Laia Pons | Damernas lagtävling | 96.200        | 3             | i.u.                  | i.u.                   | i.u.                  | 96.920            | 193.120                | 3                 |

## Landhockey
- Huvudartikel: Landhockey vid olympiska sommarspelen 2012

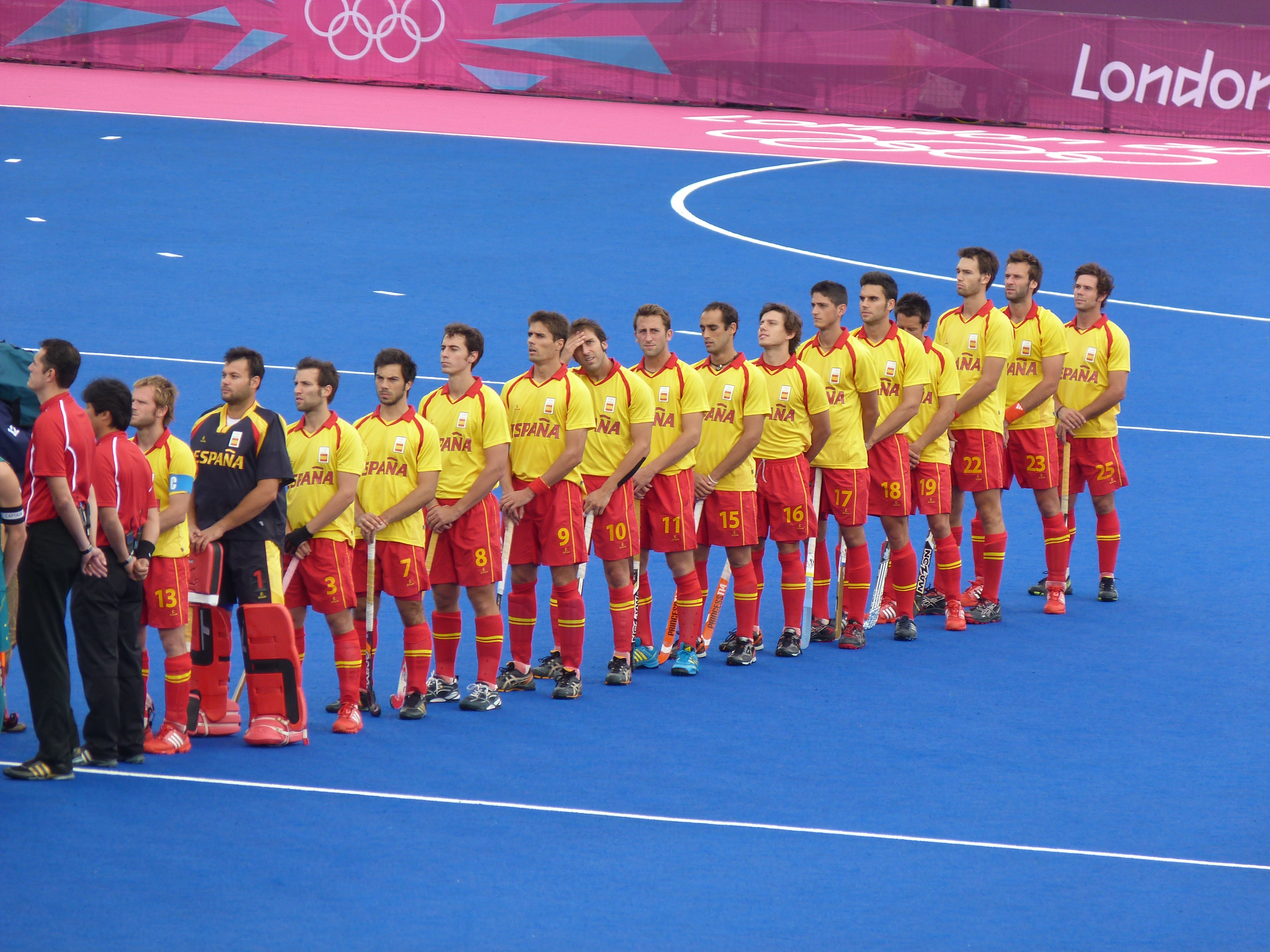
Spaniens landhockeylag före matchen mot Australien.

Herrar
Coach: Dani Martín
| 1. Francisco Cortés (GK) 2. Santi Freixa (C) 3. Sergi Enrique 4. Miguel Delas 5. Alex Fàbregas 6. Pol Amat 7. Eduard Tubau 8. Roc Oliva 9. Ramón Alegre | 1. Jose Ballbe 2. Juan Fernández 3. Xavi Lleonart 4. Andrés Mir 5. Marc Salles (R) 6. Xavier Trenchs (GK) (R) 7. Manel Terraza 8. David Alegre 9. Pau Quemada |  |

Gruppspel
| Nr | Lag            | S | V | O | F | GM | IM | MS  | P  |
| -- | -------------- | - | - | - | - | -- | -- | --- | -- |
| 1  | Australien     | 5 | 3 | 2 | 0 | 23 | 5  | +18 | 11 |
| 2  | Storbritannien | 5 | 2 | 3 | 0 | 14 | 8  | +6  | 9  |
| 3  | Spanien        | 5 | 2 | 2 | 1 | 8  | 10 | −2  | 8  |
| 4  | Pakistan       | 5 | 2 | 1 | 2 | 9  | 16 | −7  | 7  |
| 5  | Argentina      | 5 | 1 | 1 | 3 | 10 | 14 | −4  | 4  |
| 6  | Sydafrika      | 5 | 0 | 1 | 4 | 11 | 22 | −11 | 1  |

## Ridsport
- Huvudartikel: Ridsport vid olympiska sommarspelen 2012

### Dressyr
| Ryttare            | Häst          | Grand Prix | Grand Prix | Grand Prix Special | Grand Prix Special | Grand Prix Freestyle | Grand Prix Freestyle | Placering |
| Ryttare            | Häst          | Poäng      | Placering  | Poäng              | Placering          | Poäng                | Placering            | Placering |
| ------------------ | ------------- | ---------- | ---------- | ------------------ | ------------------ | -------------------- | -------------------- | --------- |
| Juan Manuel Muñoz  | Fuego         | 75,608     | 10         | 75,476             | 11                 | 79,321               | 10                   | 10        |
| Morgan Barbançon   | Painted Black | 72,751     | 19         | 71,556             | 23                 | Ej kvalificerad      | Ej kvalificerad      | 23        |
| José Daniel Martín | Grandioso     | 69,043     | 39         | 69,286             | 29                 | Ej kvalificerad      | Ej kvalificerad      | 29        |

| Ryttare                                                                  | Häst     | Grand Prix | Grand Prix | Grand Prix Special | Grand Prix Special | Placering |
| Ryttare                                                                  | Häst     | Poäng      | Placering  | Poäng              | Total poäng        | Placering |
| ------------------------------------------------------------------------ | -------- | ---------- | ---------- | ------------------ | ------------------ | --------- |
| Jose Daniel Martin Dockx Morgan Barbancon Mestres Juan Manuel Munoz Diaz | som ovan | 72,467     | 6          | 72,106             | 72,287             | 7         |

## Segling
- Huvudartikel: Segling vid olympiska sommarspelen 2012

Herrar
| Seglare                        | Gren      | Lopp | Lopp | Lopp | Lopp | Lopp | Lopp | Lopp | Lopp | Lopp | Lopp | Lopp | Summerad poäng | Finalplacering |
| Seglare                        | Gren      | 1    | 2    | 3    | 4    | 5    | 6    | 7    | 8    | 9    | 10   | M*   | Summerad poäng | Finalplacering |
| ------------------------------ | --------- | ---- | ---- | ---- | ---- | ---- | ---- | ---- | ---- | ---- | ---- | ---- | -------------- | -------------- |
| Iván Pastor                    | RS:X      | 22   | 24   | 20   | 39   | 19   | 25   | 8    | 25   | 2    | 5    | EL   | 150            | 16             |
| Javier Hernández               | Laser     | 34   | 17   | 13   | 15   | 26   | 13   | 6    | 17   | 2    | 9    | EL   | 118            | 12             |
| Rafael Trujillo                | Finnjolle | 12   | 12   | 12   | 23   | 7    | 4    | 15   | 1    | 13   | 4    | 6    | 109            | 8              |
| Onán Barreiros Aarón Sarmiento | 470       | 7    | 8    | 12   | 27   | 24   | 6    | 10   | 13   | 15   | 9    | EL   | 104            | 11             |

M = Medaljlopp; EL = Eliminerad – gick inte vidare till medaljloppet;
Damer
| Seglare                     | Gren         | Lopp | Lopp | Lopp | Lopp | Lopp | Lopp | Lopp | Lopp | Lopp | Lopp | Lopp | Summerad poäng | Finalplacering |
| Seglare                     | Gren         | 1    | 2    | 3    | 4    | 5    | 6    | 7    | 8    | 9    | 10   | M*   | Summerad poäng | Finalplacering |
| --------------------------- | ------------ | ---- | ---- | ---- | ---- | ---- | ---- | ---- | ---- | ---- | ---- | ---- | -------------- | -------------- |
| Marina Alabau               | RS:X         | 2    | 1    | 1    | 1    | 5    | 2    | 3    | 8    | 6    | 3    | 2    | 26             | 1              |
| Alicia Cebrián              | Laser radial | 15   | 11   | 14   | 9    | 24   | 23   | 5    | 9    | 2    | 13   | EL   | 101            | 11             |
| Berta Betanzos Tara Pacheco | 470          | 15   | 14   | 8    | 16   | 13   | 8    | 11   | 4    | 7    | 13   | 8    | 101            | 10             |

M = Medaljlopp; EL = Eliminerad – gick inte vidare till medaljloppet;
Match racing
| Seglare                                      | Gren         | Inledande omgång | Inledande omgång | Inledande omgång | Inledande omgång | Inledande omgång | Inledande omgång | Inledande omgång | Inledande omgång | Inledande omgång | Inledande omgång | Inledande omgång | Placering | Utslagning        | Utslagning       | Utslagning         | Placering |
| Seglare                                      | Gren         | Storbritannien   | USA              | Nya Zeeland      | Ryssland         | Nederländerna    | Sverige          | Frankrike        | Finland          | Australien       | Portugal         | Danmark          | Placering | Kvartsfinal       | Semifinal        | Final              | Placering |
| -------------------------------------------- | ------------ | ---------------- | ---------------- | ---------------- | ---------------- | ---------------- | ---------------- | ---------------- | ---------------- | ---------------- | ---------------- | ---------------- | --------- | ----------------- | ---------------- | ------------------ | --------- |
| Támara Echegoyen Ángela Pumariega Sofía Toro | Match racing | W                | W                | W                | L                | W                | W                | W                | L                | L                | W                | W                | 3 Q       | Frankrike W (3–0) | Ryssland W (2–1) | Australien W (3–2) | 1         |

Öppen
| Seglare                        | Gren | Lopp | Lopp | Lopp | Lopp | Lopp | Lopp | Lopp | Lopp | Lopp | Lopp | Lopp | Lopp | Lopp | Lopp | Lopp | Lopp | Summerad poäng | Finalplacering |
| Seglare                        | Gren | 1    | 2    | 3    | 4    | 5    | 6    | 7    | 8    | 9    | 10   | 11   | 12   | 13   | 14   | 15   | M*   | Summerad poäng | Finalplacering |
| ------------------------------ | ---- | ---- | ---- | ---- | ---- | ---- | ---- | ---- | ---- | ---- | ---- | ---- | ---- | ---- | ---- | ---- | ---- | -------------- | -------------- |
| Xabier Fernández Iker Martínez | 49er | 15   | 6    | 7    | 3    | 14   | 18   | 3    | 15   | 12   | 14   | 8    | 14   | 8    | 15   | 12   | EL   | 146            | 12             |

M = Medaljlopp; EL = Eliminerad – gick inte vidare till medaljloppet;

## Simhopp
- Huvudartikel: Simhopp vid olympiska sommarspelen 2012

Herrar
| Idrottare     | Gren | Kval   | Kval      | Semifinal | Semifinal | Final  | Final     |
| Idrottare     | Gren | Poäng  | Placering | Poäng     | Placering | Poäng  | Placering |
| ------------- | ---- | ------ | --------- | --------- | --------- | ------ | --------- |
| Javier Illana | 3 m  | 460,35 | 8 Q       | 458,05    | 10 Q      | 371,60 | 12        |

Damer
| Idrottare       | Gren | Kval   | Kval      | Semifinal        | Semifinal        | Final            | Final            |
| Idrottare       | Gren | Poäng  | Placering | Poäng            | Placering        | Poäng            | Placering        |
| --------------- | ---- | ------ | --------- | ---------------- | ---------------- | ---------------- | ---------------- |
| Jenifer Benítez | 3 m  | 224,60 | 30        | Gick inte vidare | Gick inte vidare | Gick inte vidare | Gick inte vidare |

## Taekwondo
- Huvudartikel: Taekwondo vid olympiska sommarspelen 2012

| Idrottare      | Gren             | Åttondelsfinaler     | Kvartsfinaler        | Semifinaer            | Återkval             | Bronsmatch           | Final                  | Final     |
| Idrottare      | Gren             | Motståndare Resultat | Motståndare Resultat | Motståndare Resultat  | Motståndare Resultat | Motståndare Resultat | Motståndare Resultat   | Placering |
| -------------- | ---------------- | -------------------- | -------------------- | --------------------- | -------------------- | -------------------- | ---------------------- | --------- |
| Joel González  | Herrarnas −58 kg | Sanli (SWE) W 7–6    | Khalil (AUS) W 5–3   | Muñoz (COL) W 13–4    | Bye                  | Bye                  | Lee D-H (KOR) W 17–8   | 1         |
| Nicolás García | Herrarnas −80 kg | Karami (IRI) W 8–2   | Muhammad (GBR) W 7–3 | Sarmiento (ITA) W 2–1 | Bye                  | Bye                  | Crismanich (ARG) L 0–1 | 2         |
| Brigitte Yagüe | Damernas −49 kg  | Carstens (PAN) W 7–2 | Alegría (MEX) W 8–0  | Sonkham (THA) W 10–9  | Bye                  | Bye                  | Wu Jy (CHN) L 1–8      | 2         |

## Tennis
- Huvudartikel: Tennis vid olympiska sommarspelen 2012

Herrar
| Spelare                      | Gren       | Omgång 1                            | Omgång 2                                                | Åttondelsfinaler                     | Kvartsfinaler                  | Semifinaler                             | Final / BM                                | Final / BM       |
| Spelare                      | Gren       | Motståndare Poäng                   | Motståndare Poäng                                       | Motståndare Poäng                    | Motståndare Poäng              | Motståndare Poäng                       | Motståndare Poäng                         | Placering        |
| ---------------------------- | ---------- | ----------------------------------- | ------------------------------------------------------- | ------------------------------------ | ------------------------------ | --------------------------------------- | ----------------------------------------- | ---------------- |
| Nicolás Almagro              | Herrsingel | Troicki (SRB) W 6–4, 7–6(7–3)       | Bogomolov, Jr. (RUS) W 6–2, 6–2                         | Darcis (BEL) W 7–5, 6–3              | A Murray (GBR) L 4–6, 1–6      | Gick inte vidare                        | Gick inte vidare                          | Gick inte vidare |
| David Ferrer                 | Herrsingel | Pospisil (CAN) W 6–4, 6–4           | Kavčič (SLO) W 6–2, 6–2                                 | Nishikori (JPN) L 0–6, 6–3, 4–6      | Gick inte vidare               | Gick inte vidare                        | Gick inte vidare                          | Gick inte vidare |
| Feliciano López              | Herrsingel | Tursunov (RUS) W 6–7(5–7), 6–2– 9–7 | Mónaco (ARG) W 6–4, 6–4                                 | Tsonga (FRA) L 6–7, 4–6              | Gick inte vidare               | Gick inte vidare                        | Gick inte vidare                          | Gick inte vidare |
| Fernando Verdasco            | Herrsingel | Istomin (UZB) L 4–6, 6–7(9–11)      | Gick inte vidare                                        | Gick inte vidare                     | Gick inte vidare               | Gick inte vidare                        | Gick inte vidare                          | Gick inte vidare |
| David Ferrer Feliciano López | Herrdubbel | i.u.                                | Fyrstenberg / Matkowski (POL) W 7–6(9–7), 6–7(6–8), 8–6 | Melzer / Peya (AUT) W 6–3, 3–6, 11–9 | Čilić / Dodig (CRO) W 6–4, 6-4 | Llodra / Tsonga (FRA) L 3–6, 6-4, 16-18 | Benneteau / Gasquet (FRA) L 6–7(4–7), 2–6 | 4                |
| Marcel Granollers Marc López | Herrdubbel | i.u.                                | Erlich / Ram (ISR) L 6–7(5–7), 6–7(3–7)                 | Gick inte vidare                     | Gick inte vidare               | Gick inte vidare                        | Gick inte vidare                          | Gick inte vidare |

Damer
| Spelare                                            | Gren      | Omgång 1                        | Omgång 2                              | Åttondelsfinaler                  | Kvartsfinaler     | Semifinaler       | Final / BM        | Final / BM       |
| Spelare                                            | Gren      | Motståndare Poäng               | Motståndare Poäng                     | Motståndare Poäng                 | Motståndare Poäng | Motståndare Poäng | Motståndare Poäng | Placering        |
| -------------------------------------------------- | --------- | ------------------------------- | ------------------------------------- | --------------------------------- | ----------------- | ----------------- | ----------------- | ---------------- |
| María José Martínez Sánchez                        | Damsingel | Hercog (SLO) W 6–2, 6–4         | Azarenka (BLR) L 1–6, 2–6             | Gick inte vidare                  | Gick inte vidare  | Gick inte vidare  | Gick inte vidare  | Gick inte vidare |
| Anabel Medina Garrigues                            | Damsingel | Wickmayer (BEL) L 2–6, 6–4, 5–7 | Gick inte vidare                      | Gick inte vidare                  | Gick inte vidare  | Gick inte vidare  | Gick inte vidare  | Gick inte vidare |
| Carla Suárez Navarro                               | Damsingel | Stosur (AUS) W 3–6, 7–5, 10–8   | Clijsters (BEL) L 3–6, 3–6            | Gick inte vidare                  | Gick inte vidare  | Gick inte vidare  | Gick inte vidare  | Gick inte vidare |
| Silvia Soler-Espinosa                              | Damsingel | Watson (GBR) L 2–6, 2–6         | Gick inte vidare                      | Gick inte vidare                  | Gick inte vidare  | Gick inte vidare  | Gick inte vidare  | Gick inte vidare |
| Nuria Llagostera Vives María José Martínez Sánchez | Damdubbel | i.u.                            | Dellacqua / Stosur (AUS) W 6–1, 6–1   | Peng S / Zheng J (CHN) L 4–6, 2–6 | Gick inte vidare  | Gick inte vidare  | Gick inte vidare  | Gick inte vidare |
| Anabel Medina Garrigues Arantxa Parra Santonja     | Damdubbel | i.u.                            | Pennetta / Schiavone (ITA) L 6–7, 4–6 | Gick inte vidare                  | Gick inte vidare  | Gick inte vidare  | Gick inte vidare  | Gick inte vidare |

## Triathlon
- Huvudartikel: Triathlon vid olympiska sommarspelen 2012

| Triathlet           | Gren                | Simning (1,5 km) | Trans 1 | Cykling (40 km) | Trans 2 | Löpning (10 km) | Total tid | Placering |
| ------------------- | ------------------- | ---------------- | ------- | --------------- | ------- | --------------- | --------- | --------- |
| Mario Mola          | Herrarnas triathlon | 18:09            | 0:38    | 59:40           | 0:29    | 30:27           | 1:49:23   | 19        |
| Javier Gómez Noya   | Herrarnas triathlon | 17:00            | 0:36    | 59:16           | 0:28    | 29:16           | 1:46:36   | 2         |
| José Miguel Pérez   | Herrarnas triathlon | 18:07            | 0:40    | 59:40           | 0:29    | 30:57           | 1:49:53   | 24        |
| Marina Damlaimcourt | Damernas triathlon  | 19:20            | 0:44    | 1:05:36         | 0:30    | 36:40           | 2:02:50   | 24        |
| Ainhoa Murúa        | Damernas triathlon  | 19:21            | 0:39    | 1:05:37         | 0:32    | 34:47           | 2:00:56   | 7         |
| Zuriñe Rodríguez    | Damernas triathlon  | 19:49            | 0:42    | 1:06:56         | 0:36    | 40:41           | 2:08:44   | 44        |